# C–123 Provider
A C–123 Provider („Gondoskodó”) közepes teherszállító repülőgép, melyet a Chase Aircraft fejlesztett ki, majd később a Fairchild Aircraft gyártott az Amerikai Légierő részére. A vietnámi háborúban széles körben alkalmazták mint harcászati teherszállító (LAPES-bevetések). Később a Légierő Tartalékos állománya (Air Force Reserve) is repülte, illetve a Légi Nemzeti Gárda (Air National Guard) is, továbbá az amerikai Parti Őrség és még több más délkelet-ázsiai légierő.
A Ranch Hand („Napszámos”) hadműveletben bevetett repülőeszközök alaptípusa volt.

## Típusváltozatok
- XCG–20: két teljesen fémszerkezetű prototípus, személyszállító vitorlázó repülőgép, melyeket a Chase Aircraft épített. Később típusjele XG–20-ra változott: az egyik XC–123, a másik XC–123B lett.
- XC–123: a korábbi XG–20 két 2200 LE-s, kétkoszorús R–2800–23 csillagmotorral.
- XC–123A: a korábbi XG–20 négy J47–GE–11 egyáramú gázturbinás sugárhajtóművel felszerelve (szárnyfelenként 2–2 db).
- C–123B: sorozatgyártási modell, amely az XC–123-on alapul, két 2300 LE-s R–2800–99W csillagmotorral. Rakterében 61 katona, vagy 50 hordágy volt szállítható. 5 darab épült a Chase-nél és 302 darab a Fairchild Aircraft-nél.
- UC–123B: a C–123B módosított változata a növénydeszikálási bevetésekre átalakítva (ld. Ranch Hand hadművelet).
- VC–123C: a kísérleti XC–123A sugárhajtású változat szállító változata, egyetlenegy sem épült.
- YC–123D: 1 darab épült a Stroukoff-nál a határrétegvezérlő-rendszer vizsgálására a VTOL képességek fejlesztésére.
- YC–123E: 1 darab épült a Stroukoff-nál módosított farokkal, kormánylapokkal, alsó törzsrésszel (Pantobase), illetve úszótalpakkal is felszerelték vízre, homokra és jégre való leszállásokhoz.
- YC–123H: prototípus szélesített nyomtávú főfutókkal és szárny alatti J85 gyorsítórakétákkal.
- C–123J: a C–132B változat szárny-törővégre szerelt 1–1 darab J44–R–3 gyorsítórakétákkal, 10 darabot építettek át.
- C–123K: a C–123B változat szárny alatti 1–1 darab J85 gyorsítórakétákkal és nagyobb kerekekkel, 183 darabot építettek át.
- AC–123K/NC–123K: 2 darab C–123B lett átalakítva, felfegyverezve éjszakai felderítésre és csapásmérésre.
- HC–123B: a Parti Őrség kutató–mentő változata.
- UC–123K: a C–123K Ranch Hand-re átalakított változata, 34 darabot építettek át.
- VC–123K: 1 darab C-123K lett átalakítva személyszállítóvá. William Westmoreland használta vietnámi útjai során.
- YC–134: 1 darab C–123B épült át a Stroukoff-nál. Később átnevezték YC–134A-ra miután felszerelték a Pantobase futóművet.